# Place Edmond-Michelet
Place Edmond-Michelet je náměstí v Paříži.

## Poloha
Náměstí leží ve 4. obvodu mezi ulicemi Rue Aubry-le-Boucher, Rue Quincampiox a Rue Saint-Martin.

## Historie
Náměstí bylo dne 30. srpna 1978 pojmenováno na počest politika Edmonda Micheleta (1899–1970), člena francouzského odboje.
V severovýchodním rohu náměstí se nachází socha Xaviera Veilhana představující Richarda Rogerse a Renza Piana, architekty nedalekého Centre Georges Pompidou.